# Zagrebački jazz kvartet
Zagrebački jazz kvartet utemeljen je 1959. godine i jedan je od prvih i najznačajnijih jazz sastava u Hrvatskoj. Osnovao ga je Boško Petrović, a zajedno s njim još su svirali klavirist Zlatko Kružić, kontrabasist Zdravko Šatrak i bubnjar Ivica Gereg.
Sastav vrlo brzo stječe hrvatsku i europsku popularnost zahvaljujući svom osebujnom načinu komorne izvedbe te upotrebom folklornih elemenata u svojim skladbama i aranžmanima. Kvartet gostuje diljem svijeta, a neka od tih mjesta su Italija, Austrija, Švicarska, Nizozemska, Belgija, Češka, Slovačka, Njemačka, Francuska, Rusija, Ukrajina, Litva, Estonija i mnoga druga. Osim za najveću hrvatsku diskografsku kuću Croatiu Records, sastav objavljuje i za brojne druge ugledne izdavače poput Phillipsa, Atlantica, Fontane, Black Liona, Alte i Jazzettea. Kvartet je i dobitnik dviju diskografskih nagrada Porin u 1996. godini u kategorijama za najbolji jazz album (Jazz galla Zagreb 900) i za najbolju jazz izvedbu ("Jazz galla Zagreb 900"). Sastav je djelovao do 1967. godine i do danas je ostao u povijesti najvažnijim kvartetom hrvatskog jazza.

## Povijest sastava
Ansambl je pod nazivom Kvartet Boška Petrovića, 1959. godine osnovao hrvatski glazbenik, skladatelj i producent Boško Petrović (vibrafon) u kojem su zajedno s njim svirali još i Zlatko Kružić (glasovir), Zdravko Šatrak (kontrabas) i Ivica Gereg (bubnjevi). Ubrzo umjesto Zdravka Šatraka na kontrabas dolazi Krešimir Remeta, a Kružića na glasoviru zamjenjuje Davor Kajfeš. Krajem godine sastav mijenja naziv u Zagrebački jazz kvartet. Ansambl iste godine napuštaju Ivica Greg i Krešimir Remeta, a na njihova mjesta dolaze Miljenko Prohaska i bubnjar Silvije Glojnarić.
Kvartet je bio jedini domaći sastav kojeg su vodili strani menadžeri (njemačka agentura Fritz & Rau), a rezultat toga bile su brojne turneje i snimljeni albumi. Čest gost na njihovim nastupima bio je vodeći svjetski jazz novinar Willis Conover (urednika kultne jazz-emisije na radio postaji Voice of America) te je njihovu glazbu predstavljao u svojim emisijama. Sastav je svirao svoj originalan repertoar, a tijekom 1960-ih godina ostvario suradnju s brojnim imenima iz jazz-antologije.
Glazbenu popularnost stekli su iskorištavanjem elemenata balkanskog folklora, a veliki uspjeh sjajnim skladbama, samosvojnim autorskim rješenjima, koje potpisuju svi članovi kvarteta. Kvartet je aktivno djelovao do 1967. godine, a kasnije se okupljao samo prilikom posebnim prigodama. Autorske skladbe koje su izvodili poput Petrovićeve "With Pain I Was Born", Prohaskine "Intime", Kajfešove "Ornaments" i brojne druge, ostat će trajnom vrijednošću hrvatske glazbene baštine. Nastupili su 1961. godine na Zagrebačkom biennalu uz Zagrebački gudački kvartet, pod ravnanjem skladatelja Gunthera Schullera te Borisa Papandopula. U nekoliko navrata nastupali su i snimali s ansamblom Zagrebačkih solista.
Kao jedan od najboljih europskih jazz sastava ostvarili su suradnju s brojnim svjetskim glazbenicima kao što su klavirist John Lewis, pjevač Big Joe Turner, trubač Buck Clayton, tenor saksofonist Stan Getz i trombonist Albert Mangelsdorff. 
Nakon što je Zagrebačkog jazz kvarteta prestao djelovati, Boško Petrović, Miljenko Prohaska i Silvije Glojnarić su s Ladislavom Fidrijem (truba) i Ozrenom Depolom (saksofon) te povremeno i američkim glazbenikom Artom Farmerom (truba) djelovali pod nazivom Zagrebački jazz kvintet.

## 50 godina Zagrebačkog jazz kvarteta
Hrvatska pošta 29. lipnja 2009. godine izdala je prigodnu poštansku marku "50. obljetnica Zagrebačkog jazz kvarteta". Autor marke je zagrebačka dizajnerica Jasna Bolanča Popović, a motiv marke su glazbeni instrumenti Zagrebačkog jazz kvarteta. Marke su tiskane u arcima od 12 maraka i u nakladi od 100 000 primjeraka.
Povodom 50 godina utemeljenja Zagrebačkog jazz kvarteta, izdvačka kuća Croatia Records, objavila je prigodni CD pod nazivom Zagrebački jazz kvartet – Live. Album sadrži snimke iz raznih razdoblja djelovanja najvažnijeg sastava u povijesti hrvatskoga jazza.

## Diskografija
- 1959. - Zagrebački jazz kvartet (PGP-RTB)
- 1965. - With Pain I Was Born (Fontana)
- 1977. - The Last Session (Jugoton)
- 1984. - The Zagreb Jazz Quartet (Jugoton)
- 1991. - Zagreb Jazz Quartet In Concert (Jazzette Records)
- 1997. - The Best of Zagreb Jazz Quartet (Croatia Records)
- 2000. - Zagrebački jazz kvartet - 40 godina (1959. – 1999.) (Croatia Records)
- 2009. - Live! (Croatia Records)

## Vanjske poveznice
- Hrvatska pošta  Arhivirana inačica izvorne stranice od 21. veljače 2011. (Wayback Machine) - prigodna marka povodom 50 godina od utemeljenja kvarteta
- Vjesnik.hr[neaktivna poveznica] - 20 godina jazza u srcu grada